# Workday
Workday是美国一家雲端财务管理和人力资本管理软件厂商。
2012年10月，Workday进行首次公开募股。2017年12月18日，Workday獲納入納斯達克100指數成份股。

## 历史
在2005年甲骨文公司收购ERP公司仁科公司之后，创始人和前首席执行官David Duffield和前仁科公司首席战略师Aneel Bhusri所创立。
- 2017年8月，Workday收购Pattern。[5]
- 2018年1月，Workday收购机器学习及人工智能公司SkipFlag。
- 2018年6月，Workday收购Rallyteam。
- 2018年6月，Workday收购Adaptive Insights。
- 2018年7月，Workday收购Stories.bi。[5]